# Bastheim
Bastheim è un comune tedesco di 2 638 abitanti, situato nel land della Baviera.